# Allan Graham
Pour les articles homonymes, voir Graham.

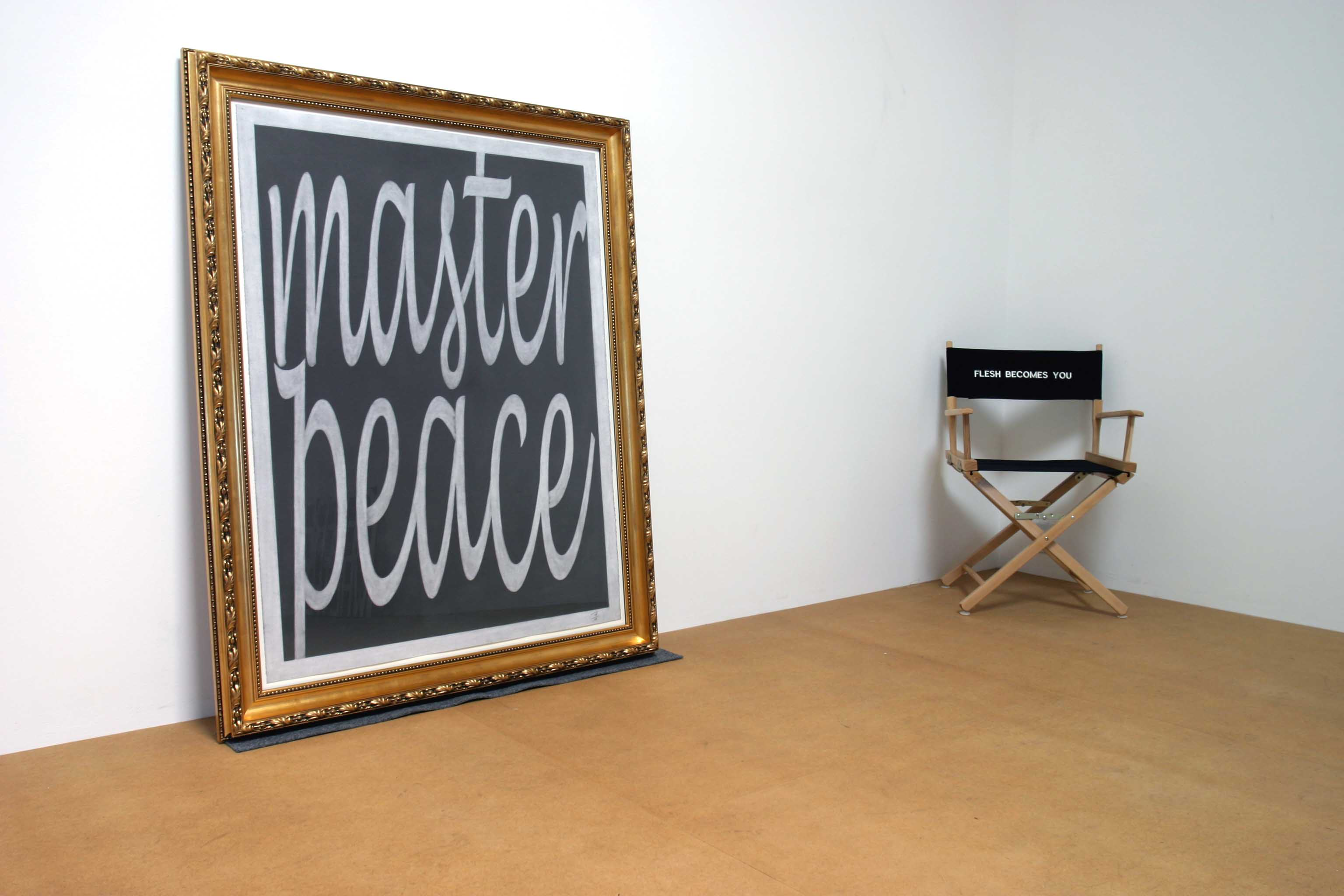
Allan Graham, Studio, 2009

Allan Graham, né en 1943 à San Francisco en Californie, est un artiste américain contemporain. Il vit au Nouveau-Mexique. Son travail va de la sculpture à la peinture et la vidéo.

## Parcours
Graham a étudié à San Francisco Art Institute et à San Jose State University. Il s'installe à Albuquerque, Nouveau-Mexique, où il se spécialise en arts plastiques à l'Université du Nouveau-Mexique en 1967). Ses premières peintures ressemblent à la forme d'un réseau maillé ; dans le milieu des années 1970, ses peintures deviennent de plus en plus ouvertes avec des formes d’arc et à chevron.

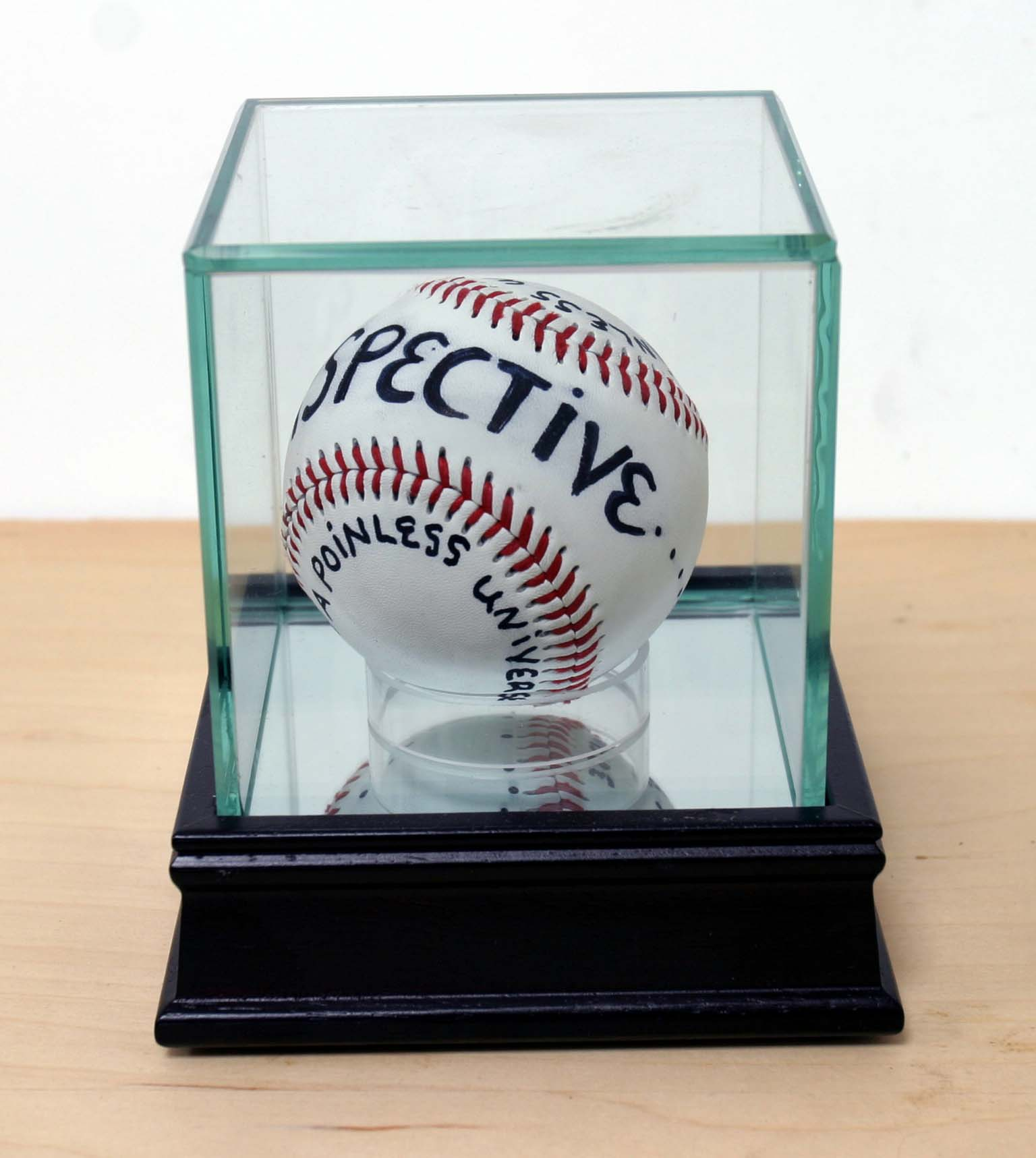
PERSPECTIVE in a poinless universe, 2010

En 1983, il abandonne la toile classique de forme carrée pour de nouvelles formes excentriques, et commence également à laisser visible le cadre du tableau. Au milieu des années 1980, cette recherche porte à une série de peintures-sculptures hybrides qui rappellent d’une façon l'art africain ; ces travaux sont créés avec des matériaux comme le bois, le tissu, les journaux et les pages de livre.
Suit une nouvelle période caractérisée par des peintures presque monochromes sur des cadres convexes, sculptures créées avec des livres et peintures de formes irrégulières et circulaires sur lesquels l'artiste a utilisé les pages des livres comme la Bible du Navajo et l'Enfer de Dante.
Pendant les années 1990, il peint une série d'ouvrages intitulée "Cave of Generation", caractérisée par plusieurs étapes menant à la peinture monochrome et bicolore de larges dimensions.
Suit une nouvelle série d'œuvres intitulée «Pré-hung (pour ceux qui souffrent la forme)", une série de portes simples ou doubles peintes avec la spatule à peindre.

## Toadhouse
En 1990, Graham a commencé à signer ses œuvres sous le pseudonyme de Toadhouse. Toadhouse, le nom provient d'une structure souterraine que lui et son fils avait construit à Albuquerque, Nouveau-Mexique, laquelle attirait de nombreux crapauds (« Toadhouse » en français « La maison des crapauds »).
Les œuvres signées Toadhouse sont caractérisées par l'utilisation de la forme écrite. Pour un certain nombre de travaux l’artiste a utilisé des autocollants avec des slogans du type "haïku" japonais qu’il a appliqués sur un pare-chocs chromé. Des petits mots écrits avec du graphite caractérisent les œuvres appartenant à la série Cosmo-logical et UFO. [4].

## Influences

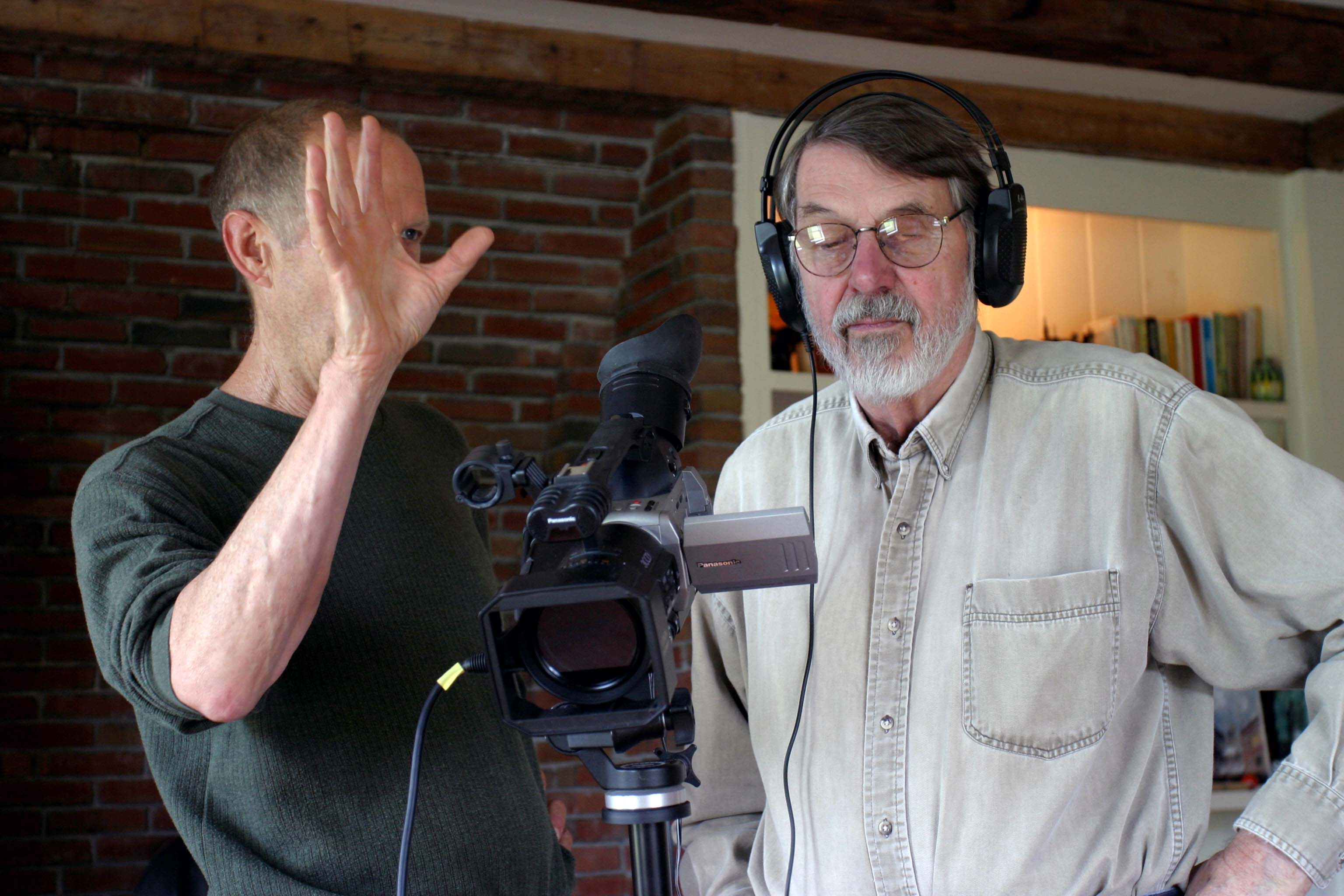
Allan Graham and Robert Creeley, during the taping of "Add-Verse", 2004, photo by Gloria Graham

Graham a été influencé par le Bouddhisme Zen et par la poésie bouddhiste. Son travail "Time Is Memory », présenté à SITE Santa Fe est une grande installation composée de seize zafu en face desquels sont placés des célèbres poèmes bouddhistes sur le thème de la mort. Parmi les influences, Graham cite également Robert Creeley.

## Citations de Toadhouse
- we move through a strange idea
- reason demands version sacrifice
- life would be a shame left to description
- you are hear

## Musées détenant des œuvres de l'artiste
- Albright-Knox Art Gallery, Buffalo, New York
- Villa Menafoglio Litta Panza, Varese, Italy
- Museo di arte moderna e contemporanea di Trento e Rovereto, Rovereto, Italy
- Museo Cantonale d'Arte, Lugano, Suisse[5]
- Fisher Landau Center, Long Island City, New York
- High Museum of Art, Atlanta, Georgia
- Museum of Albuquerque, Albuquerque, New Mexico
- University of New Mexico Art Museum, Albuquerque, New Mexico
- Museum of Fine Arts, Santa Fe, NM
- Sheldon Memorial Art Museum, University of Nebraska, Lincoln Nebraska
- Denver Art Museum, Denver, Colorado
- Roswell Museum and Art Center, Roswell, New Mexico